# Gnomidolon oeax
Gnomidolon oeax es una especie de escarabajo longicornio del género Gnomidolon, categorizada en la tribu Hexoplonini, de la subfamilia Cerambycinae. Fue descrita por Thomson en 1867.

## Descripción
Mide 10-10,8 mm de longitud.

## Distribución
Se distribuye por Guayana Francesa y Suriman.